# Prémio Carlos Paredes
O Prémio Carlos Paredes é instituído e patrocinado pela Câmara Municipal de Vila Franca de Xira desde 2002.
Os objectivos são homenagear um dos maiores criadores e intérpretes musicais portugueses do século XX (Carlos Paredes) e incentivar a criação e a difusão de música de qualidade feita por portugueses.
Podem concorrer todos os trabalhos de música não erudita, que contribuam para o reforço da identidade cultural, nomeadamente os de raiz popular portuguesa, que tenham sido editados em CD e/ou em DVD. O valor pecuniário é de 2.500,00€, sendo ainda entregues ao vencedor uma placa alusiva ao galardão e um diploma.
O Júri é constituído por músicos e nomes ligados ao meio. Em 2016 foi constituído por Vitorino Salomé, Pedro Campos, Ruben de Carvalho e Carlos Alberto Moniz.

## Vencedores
- 2003 - "Nocturno" de Bernardo Sassetti
- 2004 - "Voluptuária" de Ricardo Rocha // "Lokomotiv" de Carlos Barretto
- 2005 - "Tuba Guitarra & Bateria" dos TGB
- 2006 - "Mandrágora" dos Mandrágora // "Ascent" de de Bernardo Sassetti
- 2007 - "Canções e Fugas" de Mário Laginha
- 2008 - "À Espera de Armandinho" de Pedro Jóia
- 2009 - "Casa Nostra" dos Mu
- 2010 – "Luminismo" de Ricardo Rocha
- 2011 - "Matéria-Prima” de Carlos Bica //  "Lunar" de El Fad
- 2012 - "Fado Mutante" de Rosa Negra (Iplay) // "Hajime" de André Carvalho
- 2013 - "Coisas Que a Gente Sente" de Rão Kyao //  "Alma" de Carminho
- 2014 - "Labirinto da Guitarra – Antologia" de Pedro Caldeira Cabral
- 2015 - "Matéria" de Lisboa String Trio [1]
- 2016 - "Pedro Mestre – Campaniça do Despique" de Pedro Mestre [2]
- 2017 - "Hoje É Assim, Amanhã Não Sei" de Ricardo Ribeiro // "Projeto Michel Giacometti de ARTEMSAX & Lino Guerreiro [3]
- 2018 - "Cavaquinho Cantado" de Daniel Pereira Cristo [4] [5]
- 2019 -  "Branco" de Cristina Branco // "Serpente Infinita" de José Valente[6]

## Vencedores do Prémio Carreira
- 2017 - Fausto Bordalo Dias [7]